# 孙香云
孙香云，中华人民共和国政治人物。
担任劳模、河南省封邱县杨楼村农业生产合作社社长。1954年，当选第一届全国人民代表大会代表。